# Tuckahoe (hrabstwo Westchester)
Tuckahoe – wieś w Stanach Zjednoczonych, w stanie Nowy Jork, w hrabstwie Westchester.